# Antonín Kinský (football, 1975)
Confusion possible avec Antonín Kinský (son fils).
Pour les articles homonymes, voir Kinsky.
Antonin Kinsky, né le 31 mai 1975, est un footballeur tchèque. Il jouait au poste de gardien de but avec l'équipe de Tchéquie et le  Saturn Ramenskoïe.

## Biographie

### Carrière internationale
Il a honoré sa première sélection le 13 février 2002 à l'occasion d'un match contre l'équipe de Chypre. Il a disputé le Championnat d'Europe de football 2004.
Kinsky participe à la coupe du monde 2006 avec l'équipe de Tchéquie.

## Vie privée
Antonín Kinský est le père d'un autre footballeur professionnel tchèque évoluant au poste de gardien de but et qui porte le même nom, Antonín Kinský.

## Statistiques
| Saison                | Club                  | Championnat           | Championnat | Championnat | Coupe(s) nationale(s) | Coupe(s) nationale(s) | Compétition(s) continentale(s) | Compétition(s) continentale(s) | Compétition(s) continentale(s) | Total | Total |
| Saison                | Club                  | Division              | M.          | B.          | M.                    | B.                    | Comp.                          | M.                             | B.                             | M.    | B.    |
| 1995-1996             | FK Příbram            | D2                    | 30          | 0           | -                     | -                     | -                              | -                              | -                              | 30    | 0     |
| 1996-1997             | Dukla Příbram         | D2                    | 20          | 0           | -                     | -                     | -                              | -                              | -                              | 20    | 0     |
| 1997-1998             | Dukla Příbram         | D1                    | 22          | 0           | -                     | -                     | -                              | -                              | -                              | 22    | 0     |
| Sous-total            | Sous-total            | Sous-total            | 72          | 0           | -                     | -                     | -                              | -                              | -                              | 72    | 0     |
| 1998-1999             | Slovan Liberec        | D1                    | 28          | 0           | -                     | -                     | -                              | -                              | -                              | 28    | 0     |
| 1999-2000             | Slovan Liberec        | D1                    | 5           | 0           | 3                     | 0                     | -                              | -                              | -                              | 8     | 0     |
| 2000-2001             | Slovan Liberec        | D1                    | 13          | 0           | 1                     | 0                     | -                              | -                              | -                              | 14    | 0     |
| 2001-2002             | Slovan Liberec        | D1                    | 30          | 0           | 3                     | 0                     | C3                             | 10                             | 0                              | 43    | 0     |
| 2002-2003             | Slovan Liberec        | D1                    | 25          | 0           | -                     | -                     | C3+C3                          | 1+4                            | 0                              | 30    | 0     |
| 2003-2004             | Slovan Liberec        | D1                    | 14          | 0           | -                     | -                     | CI                             | 6                              | 0                              | 20    | 0     |
| Sous-total            | Sous-total            | Sous-total            | 115         | 0           | 7                     | 0                     | -                              | 21                             | 0                              | 143   | 0     |
| 2004                  | Saturn Ramenskoïe     | D1                    | 21          | 0           | 1                     | 0                     | -                              | -                              | -                              | 22    | 0     |
| 2005                  | Saturn Ramenskoïe     | D1                    | 29          | 0           | 4                     | 0                     | -                              | -                              | -                              | 33    | 0     |
| 2006                  | Saturn Ramenskoïe     | D1                    | 27          | 0           | 7                     | 0                     | -                              | -                              | -                              | 34    | 0     |
| 2007                  | Saturn Ramenskoïe     | D1                    | 28          | 0           | 2                     | 0                     | -                              | -                              | -                              | 30    | 0     |
| 2008                  | Saturn Ramenskoïe     | D1                    | 28          | 0           | -                     | -                     | CI                             | 3                              | 0                              | 31    | 0     |
| 2009                  | Saturn Ramenskoïe     | D1                    | 29          | 0           | -                     | -                     | -                              | -                              | -                              | 29    | 0     |
| 2010                  | Saturn Ramenskoïe     | D1                    | 20          | 0           | 1                     | 0                     | -                              | -                              | -                              | 21    | 0     |
| Sous-total            | Sous-total            | Sous-total            | 182         | 0           | 15                    | 0                     | -                              | 3                              | 0                              | 200   | 0     |
| Total sur la carrière | Total sur la carrière | Total sur la carrière | 369         | 0           | 22                    | 0                     | -                              | 24                             | 0                              | 415   | 0     |

## Palmarès
Slovan Liberec
- Champion de Tchéquie en 2002.
- Vainqueur de la Coupe de Tchéquie en 2000.